# Mathieu Gabella
Pour les articles homonymes, voir Gabella.
 (septembre 2018).
Si vous disposez d'ouvrages ou d'articles de référence ou si vous connaissez des sites web de qualité traitant du thème abordé ici, merci de compléter l'article en donnant les références utiles à sa vérifiabilité et en les liant à la section « Notes et références ».
Mathieu Gabella est un scénariste de bande dessinée français né le 29 juillet 1976 à Rouen.

## Biographie
Après une formation d'ingénieur à l'école des Arts et Métiers (Lille 1997), puis un troisième cycle à l'École nationale supérieure du pétrole et des moteurs, ses études se terminent en 2001 : il décide alors de se consacrer à l'écriture. Pour la bande dessinée, d'abord, puisque c'est par ce biais qu'il commence sa carrière de scénariste. Il écrit des histoires, ou des découpages, pour les collectifs de l'éditeur Petit à Petit : chansons, contes ou poèmes en bandes dessinées, ainsi qu'une adaptation de La Guerre des boutons, avec Valérie Vernay et Khaz.
Après avoir publié ses premiers albums chez Petit à petit, il publie le premier tome de la série Idoles, aux éditions Delcourt, avec Emem au dessin et Lou à la couleur : Idoles est un comics à la française, avec des super-héros nés dans l'hexagone, et qui puise son inspiration dans la psychose sécuritaire qui sévit dans le pays pendant les élections de 2002[réf. nécessaire].
Suit La Licorne, avec Anthony Jean, aux éditions Delcourt, en 2006.
Enfin, il participe à la collection Sept, dirigée par David Chauvel, pour lequel il écrit Sept Prisonniers, illustré par Patrick Tandiang et Yves Lencot.
Mathieu déclare trouver son inspiration dans le fantastique, l'imaginaire au sens large, mais aussi dans l'Histoire, et les sciences. Passionné aussi par l'audiovisuel, il a déjà écrit deux courts-métrages, des épisodes de série d'animation, participé au développements de longs métrages et de bibles d'animation[réf. nécessaire].
En 2012, il clôt deux autres séries de bande dessinée : Le Mystère Nemo, avec Kenny Ruiz et Maz, adaptation libre de l'Île mystérieuse de Jules Verne, ainsi que 3 Souhaits, avec Paolo Martinello.
Il participe aussi à deux autres projets dirigés par David Chauvel : la série La Grande Évasion aux éditions Delcourt, où il écrit le Labyrinthe, illustré par Stefano Palumbo et Lou ; la série WW 2.2, chez Dargaud, avec le tome 3 Secret Service, illustré par Vincent Cara et Lou.

## Bandes dessinées

### One shot
- Conan le Cimmérien tome 3 : Au-delà de la rivière noire, Glénat, 2018
Scénario : Mathieu Gabella - Dessin et couleurs : Anthony Jean -  (ISBN 978-2-344-01258-1)